# Удальцова, Надежда Андреевна
Наде́жда Андре́евна Удальцо́ва (в дев. Прудковская; 29 декабря 1885  [10 января 1886], Орёл — 25 января 1961, Москва) — русская, советская художница, яркий представитель русского авангарда (кубофутурист, супрематист) в живописи.

## Биография

### Детство и годы учёбы

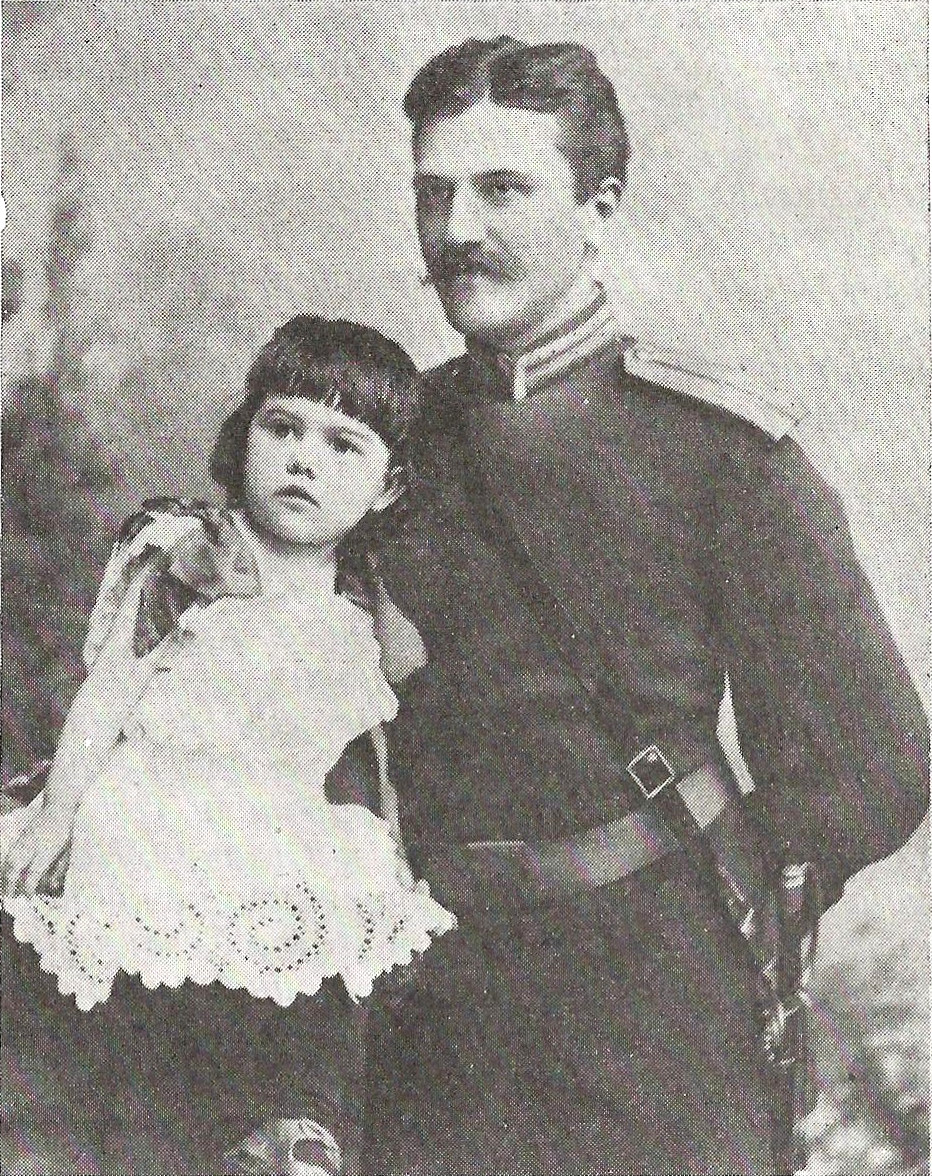
С отцом. 1889. Орёл

Родилась в г. Орле в семье жандармского офицера Андрея Тимофеевича Прудковского. Благодаря усилиям матери, Веры Николаевны (урождённой Чоглоковой), Надежде и трём её младшим сёстрам с раннего детства прививалась любовь к искусству и развивалась их творческая фантазия.
В 1892 г. семья переехала в Москву, где продолжились домашние занятия рисованием, ставшие для сестёр «второй жизнью», а замкнутость их мира детства приводила к «внутренней углублённости». Последующие годы учёбы в гимназии Надежда Удальцова вспоминала критически: «Внешний суетливый мир пришёл вместе с гимназией. Ученье, подруги оторвали от искусства».
В 1905 г. она с отличием окончила московскую женскую гимназию В. П. Гельбиг и поступила в частную художественную школу Константина Юона, где преподавали И. О. Дудин и Н. П. Ульянов. Годы спустя Удальцова написала о поре своего ученичества:

«Всё, что я делала у Юона и что делали мои сотоварищи, было мне глубоко чуждо. В детстве я увидела Эрмитаж, и старые мастера поразили меня… Некоторое значение имел художник Н. П. Ульянов, который увидя мои детские рисунки, сказал, что школа мне не нужна, что я готовый художник, долженствующий лишь найти себя. Это „найти себя“ определило весь мой путь».

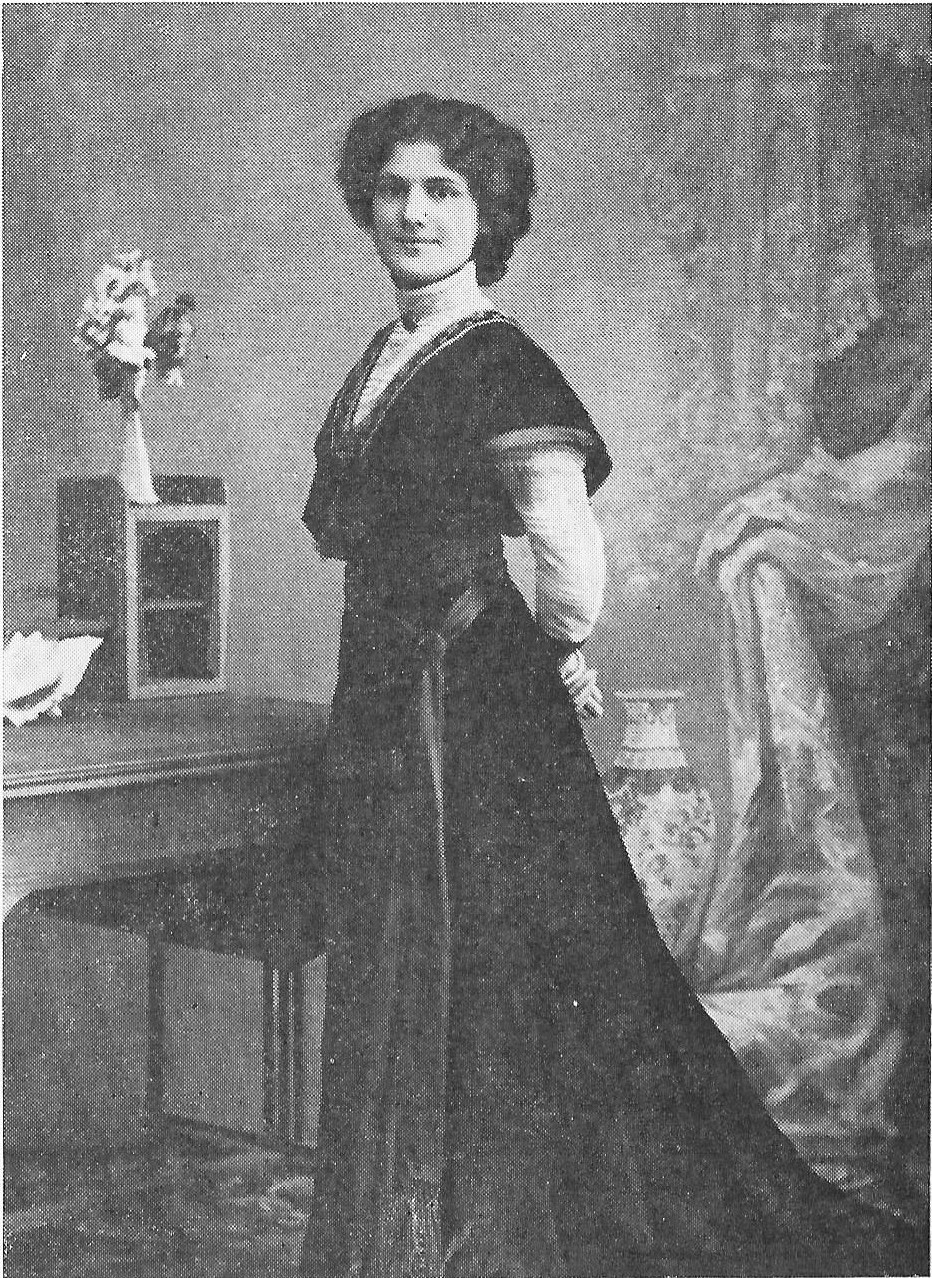
Надежда Удальцова, 1908

Большое воздействие на становление начинающей художницы произвели два события: живопись старых мастеров в Дрезденской галерее, увиденная во время поездки летом 1908 г. в Германию, и посещение собрания современной французской живописи С. И. Щукина осенью того же года, по возвращении в Москву. Удальцову «ошеломила смелость нового живописного языка Сезанна, Гогена, Ван Гога, Матисса и Пикассо, и в то же время она осознала коренную связь этих художников с великими мастерами прошлого». За год до этого большое впечатление на неё произвела посмертная выставка В. Э. Борисова-Мусатова, восхитившая «не списанными, а сотворёнными образами».
Учёба у Юона окончательно потеряла значение для Удальцовой (в 1908 г. она вышла замуж за А. И. Удальцова и взяла фамилию мужа). В 1909 г. она перешла в мастерскую Кароля Киша, ученика Шимона Холлоши, где в то время занимались её ровесники, уже побывавшие у Холлоши в Мюнхене, — Константин Истомин и Владимир Фаворский. В 1911 г. Удальцова начала посещать знаменитую «Башню» — коллективную свободную мастерскую на Лубянской площади, где вошла в круг живописцев зарождавшегося русского авангарда, который составляли Михаил Ларионов, Наталья Гончарова, Владимир Татлин, Любовь Попова.

### Русская кубистка
В ноябре 1912 г. Надежда Удальцова, Любовь Попова, Вера Пестель и Софья Каретникова отправились в Париж. Их поездка отозвалась в художественных мастерских Москвы каламбуром: «Вера, Надежда, Любовь и даже мать их Софья нас покинули, собрались в Париж, живописи учиться». Однако Пестель и Каретникова вскоре вернулись, а Удальцова и Попова поступили в Академию де Ла Палет, центр распространения кубизма, где продолжили образование под руководством Дюнуайе де Сегонзака, Анри Ле Фоконье и Жана Метценже — одного из теоретиков нового искусства, создавшим в 1912 г. совместно с Альбером Глезом художественный манифест кубизма. Занятия в академии Удальцова совмещала с изучением собраний Лувра и музея Клюни, много рисовала на улицах Парижа.

«В Париже я прожила около года, как зачарованная. Город в кубах домов своих и переплетениях виадуков, с дымами поездов, с аэропланами и дирижаблями в воздухе рисовался фантастическим живописным явлением подлинного искусства. Архитектура домов с их охристо-серебристым тоном воплощалась в кубистических построениях Пикассо. Были частые посещения Лувра; изучался Пуссен, Леонардо да Винчи, Микель-Анджело; посещения музея Клюни и цветные „витро“ объяснили мне великолепного Матисса».

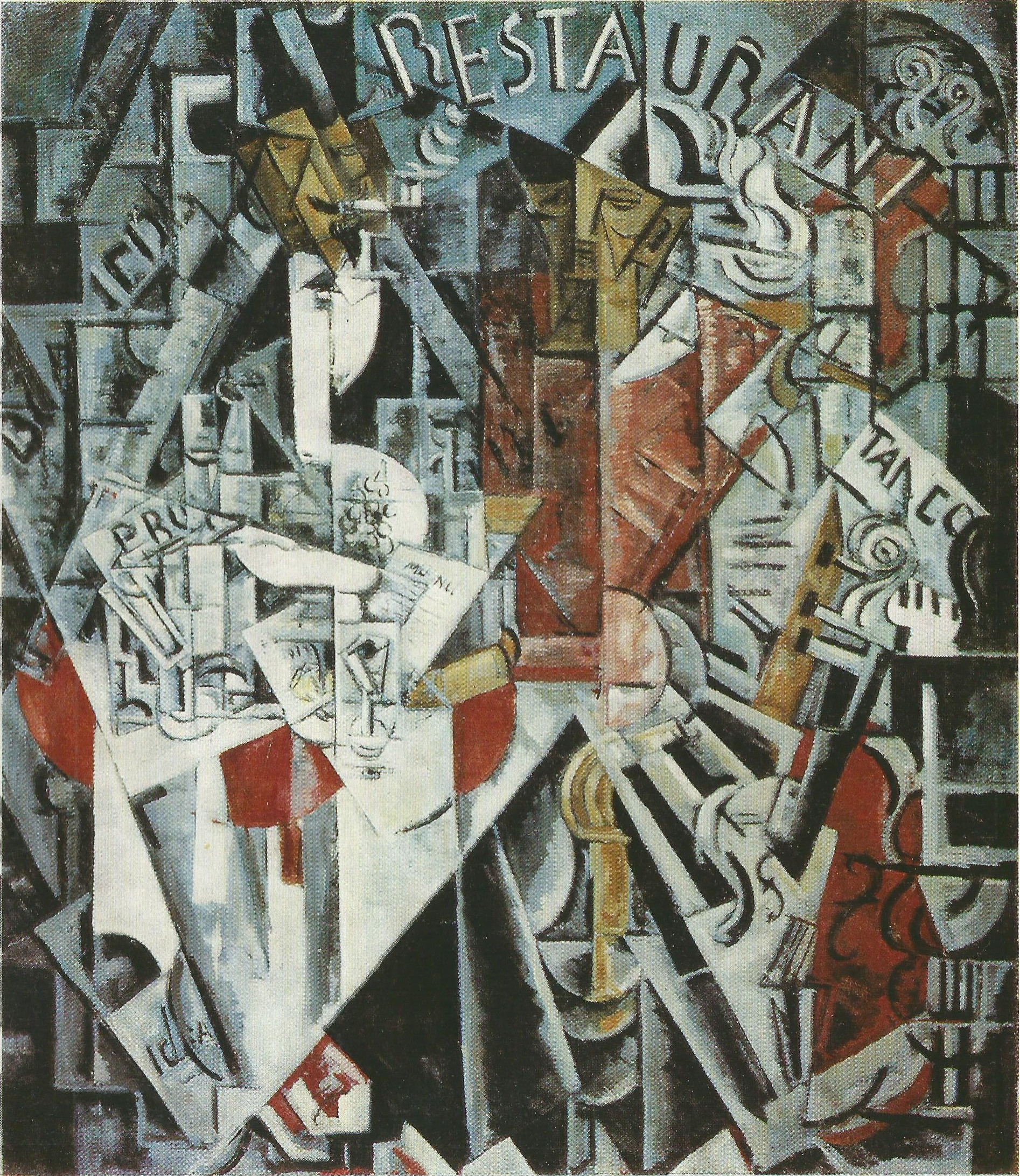
Н. Удальцова. Ресторан. 1915. Русский музей

В 1913 г. Удальцова вернулась в Москву и работала в мастерской Татлина. В 1914 г. впервые экспонировала одну из своих кубистических композиций на выставке общества «Бубновый валет», а весной 1915 г. в Петрограде участвовала в 1-й футуристической выставке картин «Трамвай В»: в числе 8 её картин одно из наиболее значительных произведений этого периода — «Ресторан» (1915), навеянное парижскими воспоминаниями и передающее таинственную, полную суеты, жизнь ночного ресторана. Композиция картины «до предела насыщена изображениями дробящихся и пульсирующих граней трансформированных предметов, которые создают иллюзию их движения в пространстве».
В работах, показанных в Петрограде в декабре 1915 — январе 1916 г. на Последней футуристической выставке «0,10», Удальцова стремилась освободиться от излишней детализации, предпочитая простоту и ясность композиционных решений, свойственные классическому кубизму. Но в отличие от Татлина, Малевича, Поповой, она решала не столько конструктивные, сколько живописные задачи и не теряла непосредственную связь со зрительными впечатлениями от натуры. Связь с натурой сказывалась даже в её супрематических композициях, экспонировавшихся в 1916 г. на выставке «Магазин» в Москве. Композиция «Живописное построение» (1916) отражает переход Удальцовой от кубизма к исследованию взаимодействий «различных цветовых плоскостей, качество которых изменялось в зависимости от их напряжения, взаимного расположения и интенсивности окрашенности».
К середине 1910-х относятся и первые полемические выступления Удальцовой, в частности её отклик на уничижительные статьи Александра Бенуа о футуристических выставках:

«Доколе всё новое в искусстве будет встречаться только насмешкой, недоверием и издевательством? Разве не признан закон эволюции в жизни науки, почему же искусство обречено стоять на месте и изживать старые истины?
Мы, как художники, отдаем дань старым временам, и мы знаем, что там также боролись за новую идею. Знаем, что толпа не признавала Рембрандта, а на наших глазах Сезанна и всех, кто шёл за ним. И уже совсем недавно издевались над „Кубофутуристами“, их выставками.
…Отчего люди, своим положением как бы поставленные выяснять каждое новое явление в искусстве, всегда, как показывает история, приходят в панику, вопят, сквернословят? Не значит ли это, что таким людям неведомо и непонятно вообще искусство как таковое по форме? Они просто набивают свои головы томами исследований об искусстве и могут лишь судить о том, что до них утверждено.

Искусство свободно, и развивается по одному ему присущему закону изменения формы»— Н. Удальцова. Отношение критики и общества к современному русскому искусству (1916).
В 1915 г. Надежда Удальцова, как автор буклета «Владимир Евграфович Татлин» для издания «Новый журнал для всех», участвует в создании первого печатного документа, посвященного его творчеству. В 1916 г. она вошла в группу последователей Казимира Малевича «Супремус». Вместе с Малевичем, Любовью Поповой, Александрой Экстер, Иваном Пуни, Иваном Клюном, Ольгой Розановой и другими известными художниками-супрематистами работала в Вербовке.

### Послереволюционный период
С 1917 года после Февральской революции Надежда Удальцова совместно с Владимиром Татлиным и Георгием Якуловым активно участвует в создании московского профсоюза художников, начинает преподавать. «Эти годы напряженной организационной работы и борьбы в школе за новое искусство мало оставляли времени для живописи». Она была одним из организаторов Левой Федерации московского профсоюза художников, работала во Всероссийской коллегии по делам изобразительного искусства, преподавала в Свободных государственных мастерских — сначала ассистентом Малевича, затем главным мастером. Принимала участие в выставках Всероссийского центрального выставочного бюро как экспонент и пропагандист современного искусства: 23 февраля 1919 г. на V Государственной выставке картин, открывшейся в Музее изящных искусств Удальцова выступила с докладом о кубизме, изложив теорию этого течения и проиллюстрировав её представленными на выставке кубистическими работами. Доклад, адресованный учащимся Свободных государственных мастерских, привлёк внимание гораздо более широкого круга посетителей и был отмечен в прессе, как пример живого общения художника с публикой, имеющий «громадное значение для пропаганды искусства».

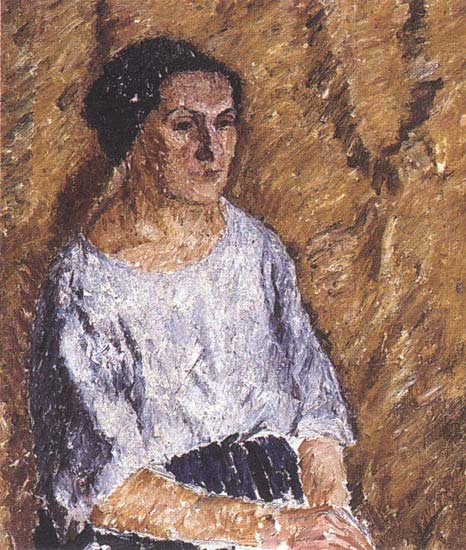
Александр Древин. Портрет Надежды Удальцовой. 1923. Русский музей

В первые послереволюционные годы, несмотря на тесное сотрудничество с Малевичем, Татлиным и другими представителями супрематизма и конструктивизма, чьё искусство выходило за пределы станковой картины в дизайн, архитектуру, театр, Удальцова, напротив, стремилась работать как живописец-станковист. В 1921 году она «демонстративно покинула Институт художественной культуры (Инхук), возмущённая лозунгом замены станкового искусства „производственным“». На позициях станковизма она сближается с художниками бывшего «Бубнового валета» И. Машковым, П. Кончаловским, А. Лентуловым, А. Осмёркиным.
В 1920 году Надежда Удальцова вышла замуж за художника Александра Древина, что стало ключевым событием в её дальнейшей личной и творческой судьбе. В начале 1920-х они вместе вернулись к фигуративной живописи. В 1922—1923 годах произведения Удальцовой и Древина экспонировались на 1-й выставке русского искусства в Берлине. Их работы приобретены обществом «Société Anonyme» (коллекция общества в 1941 г. вошла в собрание Художественной галереи Йельского университета). В 1923 г. вместе с бывшими участниками группы «Бубновый валет» Удальцова и Древин экспонировались на «Выставке картин» в Москве.
С 1920 г. — профессор ВХУТЕМАСа, созданного на базе Государственных свободных художественных мастерских; преподавала на основном отделении, вела мастерские на живописном и текстильном отделениях.

### Вторая половина 1920-х — 1930-е годы
Основным жанром в творчестве Удальцовой с середины 1920-х становится пейзаж. Для подготовки к большим выставкам Удальцова и Древин много раз выезжали в творческие командировки — на Урал (1926—1928), Алтай и Восточный Казахстан (1929—1932), в Армению (1933). Работы уральского цикла Удальцовой «с густой пастозной манерой письма, „мрачным“ колоритом, передающим закатные состояния природы», экспонировались, совместно с Древиным, на их персональной выставке в Русском музее в 1928 г. и вызвали дискуссии среди художников. В докладе «Выставка Удальцовой — Древина и пути развития современного искусства» Николай Пунин писал: «Отношение к вещам Удальцовой — Древина осложнено предыдущей эпохой, отучившей нас видеть пейзаж. Эпигоны передвижничества, потом „Мир искусства“ с его острым сюжетным содержанием, закрыли от нас непосредственное восприятие действительности». Задаваясь вопросом, являются ли представленные на выставке пейзажи «прогрессом в традиции роста русской культуры или случайным явлением, шагом в сторону», Пунин утверждал: «Это шаг честный, мужественный ход туда, куда не всякий рискнул бы пойти». Сама художница так описывала свои впечатления, воплотившиеся в пейзажах уральского цикла:

«Урал с его увалами и долами, быстрой, по вечерам огневеющей Чусовой: медведи в пихтовых лесах, седые утёсы, синева лесов и пламенеющие закаты, деревни на берегу рек, напевный говор детей и женщин — всё это отразилось в пейзажах того времени».
В 1927—1931 гг. Удальцова была действительным членом Общества московских художников, в 1928 г. её работы экспонировались на 1-й выставке Общества, в 1931 г. они с Древиным вошли в состав участников выставки «Тринадцать».
В 1930 г. закрытие Вхутемаса-Вхутеина отстранило Удальцову и Древина от преподавания и ухудшило материальное положение семьи. В 1933 г. их творчество подверглось нападкам в брошюре О. Бескина «Формализм в живописи» (в частности, картины Удальцовой «Скачки» и «Алтайский пейзаж»). В 1936 г. во время очередной кампании борьбы с «формализмом» многие видные художники были вынуждены публично каяться и заявлять о своем «разрыве с формализмом» или «натурализмом». 10 марта 1936 г. на собрании московских художников подобные заявления вынужденно сделали А. Лентулов и Н. Удальцова.
17 января 1938 года Александр Древин был арестован и после непродолжительного расследования приговорён к высшей мере наказания «за контрреволюционную деятельность». Надежде Удальцовой удалось сохранить от конфискации картины и рисунки мужа — во время ареста она выдала их за свои работы.

### Поздний период творчества
Конец 1930-х — начало 1940-х гг. стал одним из самых трудных периодов в жизни Надежды Удальцовой, ставшей женой «врага народа», о гибели которого узнала лишь годы спустя. Во время войны, когда их сын сражался на фронте, она не уехала в эвакуацию, осталась в Москве и продолжала работать, выезжая с бригадой художников в воинские части:

«Писали целыми днями с жадностью, разбрасывались; хотелось захватить всё: и образы лётчиков, и землянку, аэродром. Наблюдения, сначала отрывочные, зарисовки, иногда неясные, со временем начали принимать чёткие формы. Образы защитников нашей Родины всемогущей силой захватили меня. Ведь каждое лицо — это самое дорогое, что есть для художников сегодня»— Н. Удальцова (газета «За храбрость», 1 мая 1942 г.).
В эти годы она вновь обратилась к натюрморту, и в мае 1945 г. показала свои работы на небольшой персональной выставке в залах МОССХ. Особенность новых неброских натюрмортов Удальцовой, далёких от пафоса тогдашней советской живописи и ушедших от формальных решений её собственного кубистического прошлого, отметил искусствовед Александр Ромм, увидевший в них некий итог «тридцатилетних исканий живописного образа»:

«Удальцова не чужда красивых вещей, но явно предпочитает незатейливые предметы обихода, скромные полевые цветы, овощи и плоды. Эти кучки яблок, помидоров, рыбок, разложенных на помятых салфетках или простых тарелках, неприхотливые кувшинчики и кружки вовсе не те красивые предметы, которыми любуемся в жизни, которыми другие художники любят украшать уголки своих нарядных интерьеров. К тому же эти предметы Удальцова дает в сочетаниях, которые в жизни показались бы странными, необоснованными. Такие натюрморты не создают впечатления домашнего уюта. Они апеллируют не к житейским ассоциациям, а к нашему живописному восприятию. Ибо истинный колорист способен перевоплотить в значительное и богатое то, что в жизни ничтожно и скудно, мнимый порядок — в ритмическую закономерность…

Значение изображаемых вещей как предметов обихода, букетов и прочего меркнет, они становятся музыкальными нотами различного тембра, претворёнными художником в цветовые мелодии. Но при этом Удальцова утверждает и весомость материи в предметах, придает им сочный рельеф… Натюрморт для неё теперь не только уравновешенный декоративный ансамбль — это многообразный подвижный микрокосм, органически спаянное целое. У неё точно обоснованы система цветовых валёров, последовательность живописных планов, созвучие пространственных и цветовых ритмов. Но нет намёка на нарочитость, схематизм, на холодную расчётливость. В каждом мазке творческий порыв, импульсивность, страстность»— А. Ромм. Выставка Удальцовой. 1945, май.
В 1946 г. художницу награждают медалью «За доблестный труд в Великой Отечественной войне 1941—1945 гг.» Но в конце 1940-х — начале 1950-х её жизнь вновь подверглась испытаниям: в 1948 г. искусство Удальцовой стало объектом очередных гонений борьбы с «формализмом и преклонением перед Западом», за этим последовали тяжёлые болезни.
30 декабря 1947 года Надежда Удальцова записала в своём дневнике: 

«Год кончается, злой 47 год. Столько погибших надежд, столько разбитых проектов. Что же, ничего не ждать, ничего не желать. Ждать лишь неизбежно приближающегося конца. Или снова создать иллюзию и попытаться выполнить это в искусстве. Или делать то, что знаешь, только с большим блеском и искусством. Искусство так низко пало, что оно не поднимется долго. И для этого нужно, чтобы старейшее поколение и молодежь поняли, что без традиций из пальца искусства не высосешь».
Лишь «под конец жизни судьба улыбнулась Удальцовой»: в 1958 г. её работы вновь экспонировались на одной из групповых выставок, после многих лет молчания в газете «Московский художник» появилась статья, отдающая заслуженную дань её живописи. В начале января 1961 г. нежданным «торжеством обернулось семидесятипятилетие Удальцовой. Бывшие ученики-вхутемасовцы привезли прекрасно составленный адрес от имени Союза художников». На другой день художница начала работу над новым натюрмортом. 25 января её не стало.
Похоронена на Новодевичьем кладбище.

## Семья

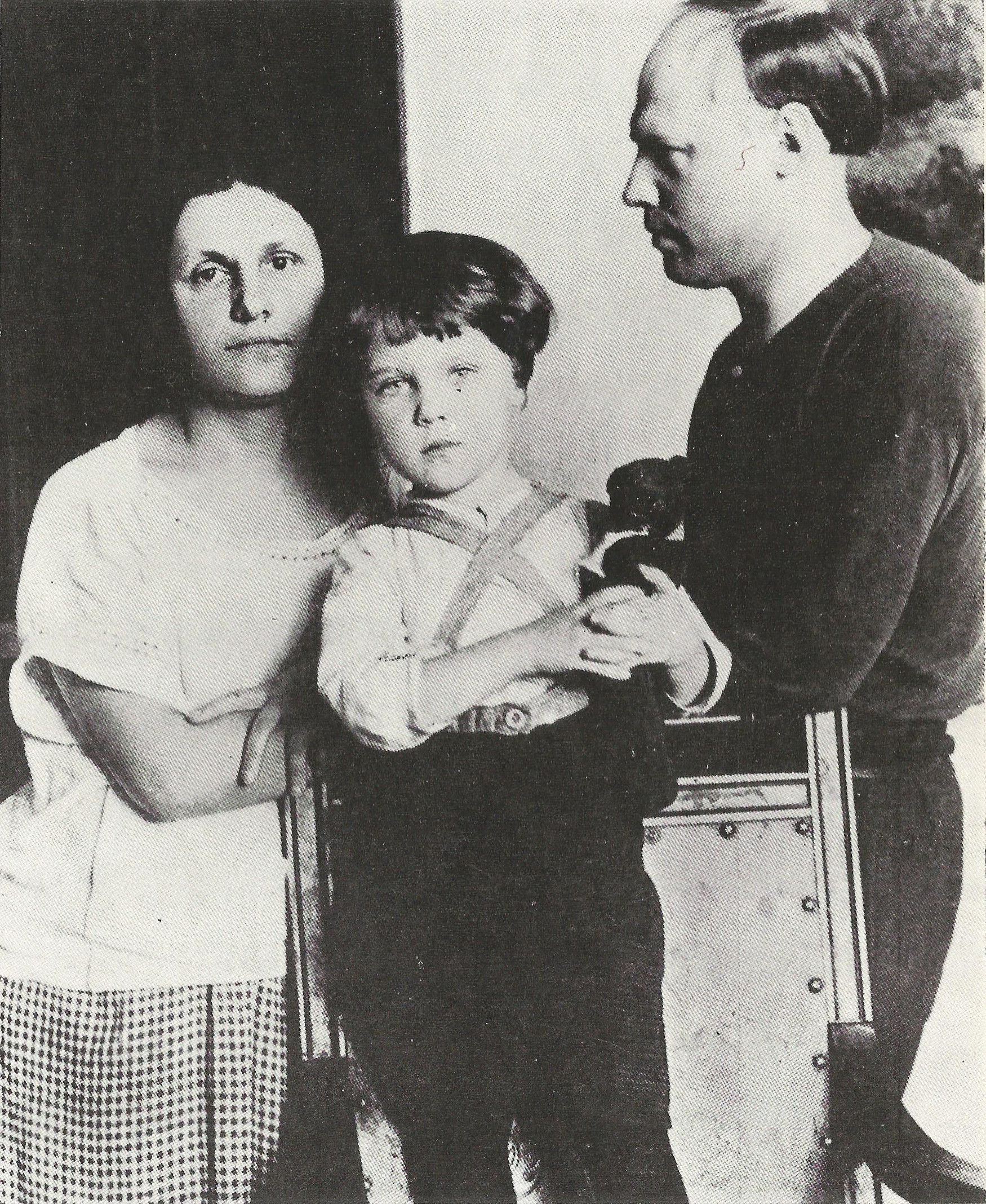
А. Древин, Н. Удальцова и их сын Андрей, ок. 1925

- Отец — Андрей Тимофеевич Прудковский (1854—1918), жандармский полковник, 16 июля 1917 года уволен в отставку генерал-майором, арестован и расстрелян в ходе красного террора[36].
- Мать — Вера Николаевна в девичестве Чоглокова (1862—1913)[36][37].
- Первый муж (с 1908 до 1918 или 1919) — Александр Дмитриевич Удальцов[30], историк.
- Второй муж (гражданский[36]) (с 1920[16]) — Александр Давыдович Древин, художник.
  - Сын — Андрей Александрович Древин (1921—1996), скульптор. Невестка — Вероника Васильевна Стародубова (1929—2010), советский и российский искусствовед, доктор искусствоведения.
    - Внучка — Екатерина Андреевна Древина (р. 1950), искусствовед.
- Сестра — Людмила (1889—1918), художница[36], подруга Л. С. Поповой[30].
- Сестра — Тамара (1893—1969), училась во ВХУТЕМАСе, не окончила, замужем за Борисом Кафенгаузом[36]
- Сестра — Варвара (1896—1976[38]) замужем за Александром Николаевичем Никольским, до 1934 года сотрудником Медико-биологического института контроля сывороток и вакцин им. Л. А. Тарасевича, в 1930-е переехал в Среднюю Азию[39].

## Творческое наследие
В 1970-х гг. произведения Надежды Удальцовой из семейного собрания передал в дар Третьяковской галерее, Русскому музею и музею-заповеднику «Абрамцево» сын художницы А. А. Древин. Среди них — «Автопортрет» (1923), «Охотничий натюрморт» (1923), «Серый натюрморт» (1941), две графические «Композиции» (1916). В 1980-е годы картины из семейного собрания передала в дар Орловской картинной галерее, Тульскому художественному музею и Новосибирской картинной галерее внучка Удальцовой — Е. А. Древина. В 1977 г. в известный коллекционер русского авангарда Г. Д. Костаки передал в дар Третьяковской галерее кубистические полотна Удальцовой: «Швея» (1912—1913) и «Скрипка» (1914). Произведения Удальцовой также хранятся в Дагестанском музее изобразительных искусств, Вятском художественном музее, Нижегородском художественном музее, Екатеринбургском музее изобразительных искусств, музее «Ростовский кремль», Иркутском художественном музее.
В 1980-е годы работы Надежды Удальцовой экспонировались на крупных международных выставках: «Москва — Париж» (Москва, 1981), «Искусство и революция» (Токио, 1982), «Семь московских художников. 1910—1930» (Кёльн, 1984), «Искусство и революция» (Будапешт — Вена, 1987—1988), «Русский авангард из частных коллекций» (Хельсинки, 1988), «Русский авангард. Из советских частных коллекций. 1904—1934» (Милан, 1989), «100 лет русского искусства. 1889—1989» (Лондон, 1989).
В 1991 г. в залах Центральном доме художника состоялась масштабная персональная выставка Александра Древина и Надежды Удальцовой, в составе которой экспонировалось свыше 300 произведений двух мастеров. В 2008 г. в Галерее «Дом Нащокина» (совместно с Третьяковской Галереей) прошла выставка 60 работ Александра Древина и Надежды Удальцовой «Вопреки эпохе».
В честь Надежды Удальцовой назван кратер Удальцова на Венере.
В 2010 г., после смерти невестки Надежды Удальцовой, искусствоведа В. В. Стародубовой из семейного собрания пропала значительная часть произведений Древина и Удальцовой.

## Галерея

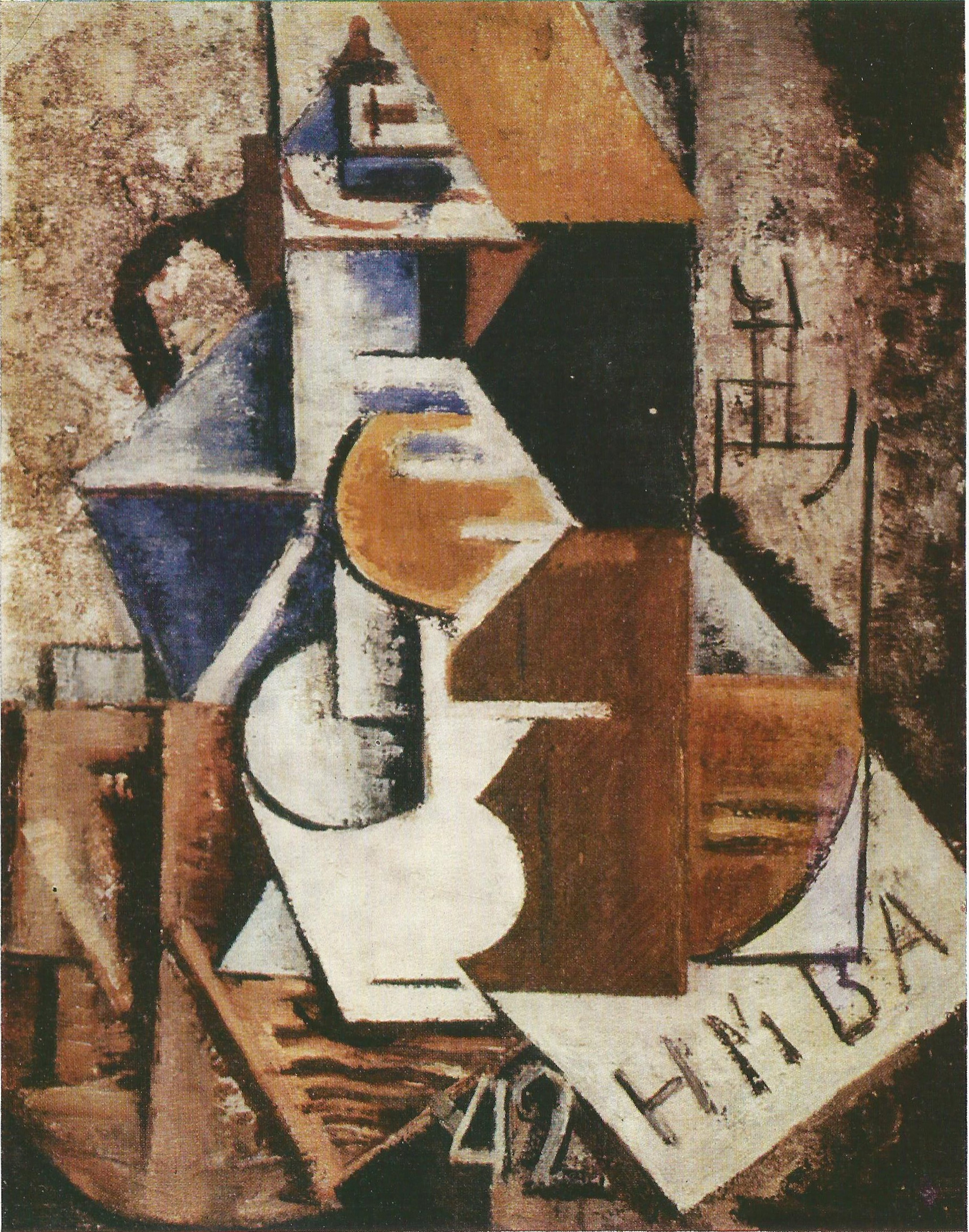
Синий кувшин. 1915. Третьяковская галерея
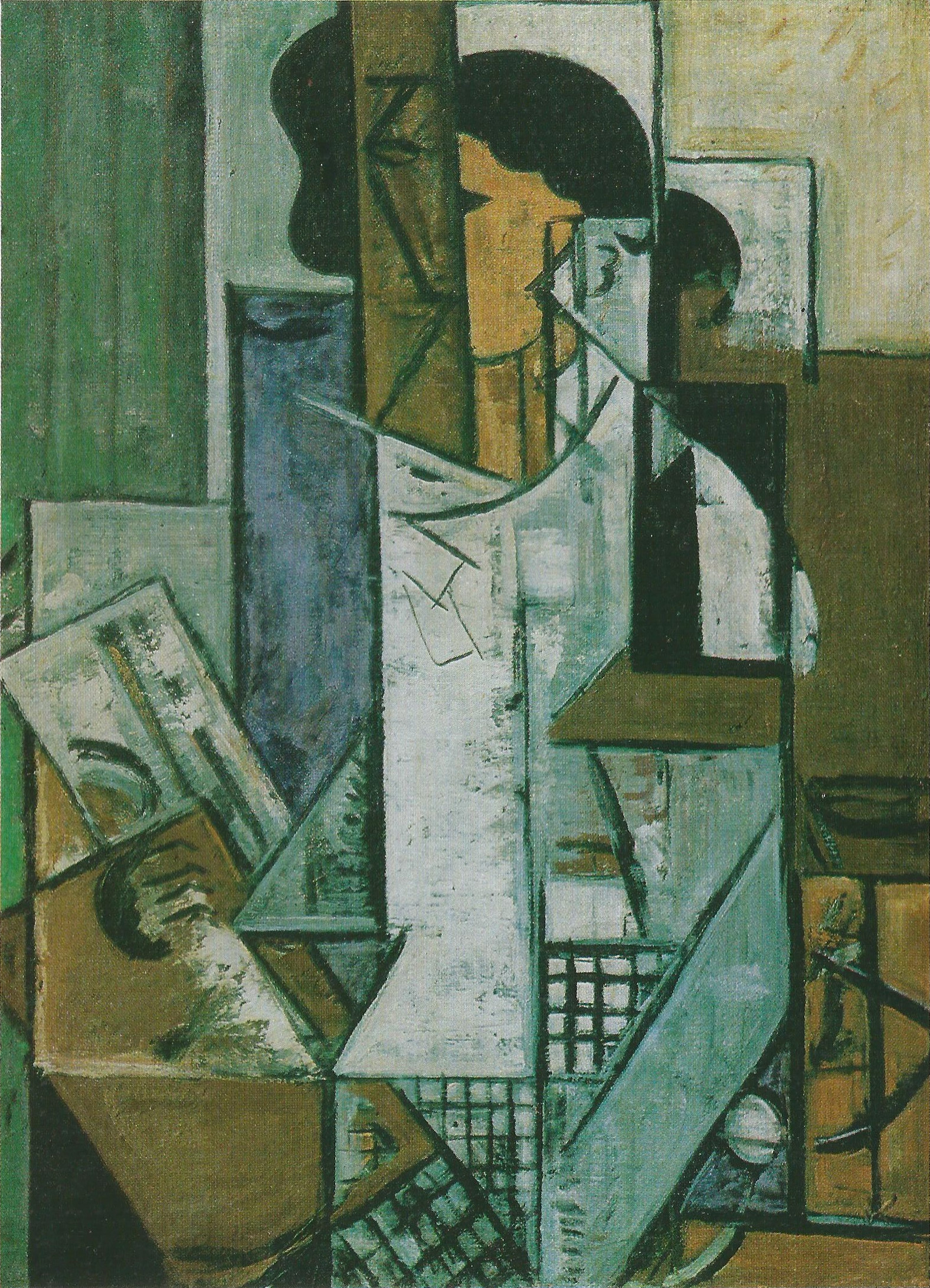
Автопортрет с палитрой. 1915. Третьяковская галерея
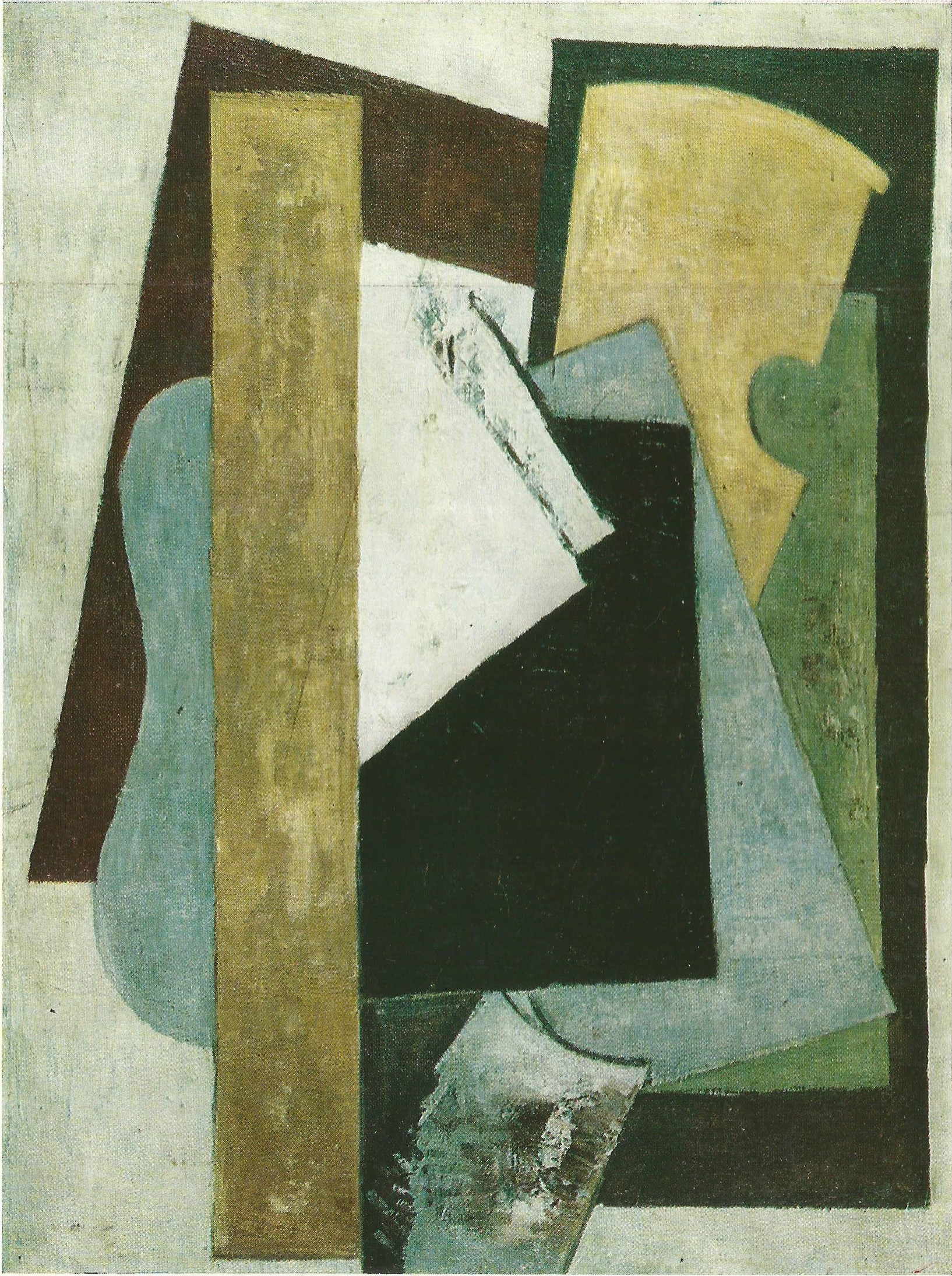
Живописное построение. 1916. Третьяковская галерея
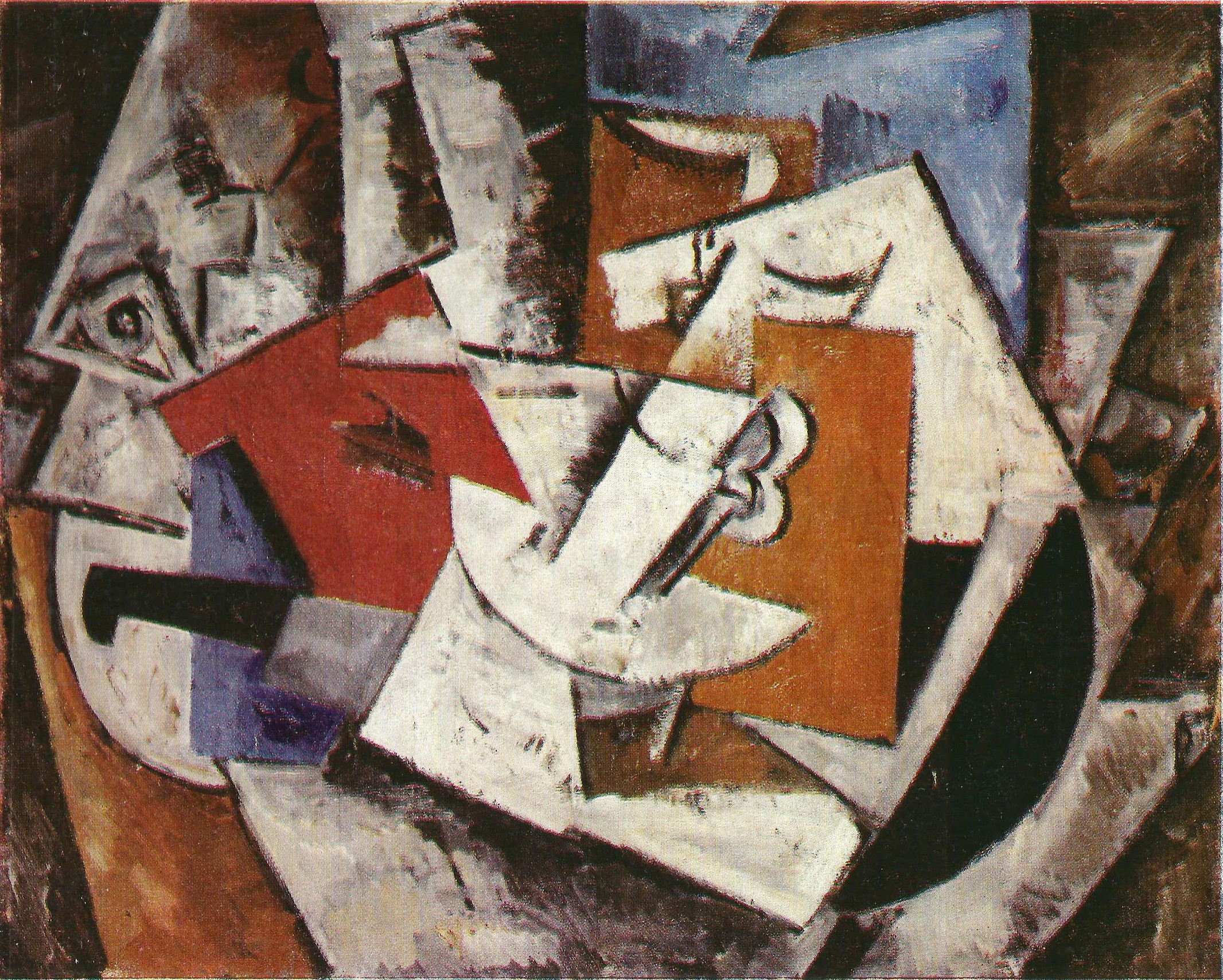
Кухня. 1915. Русский музей
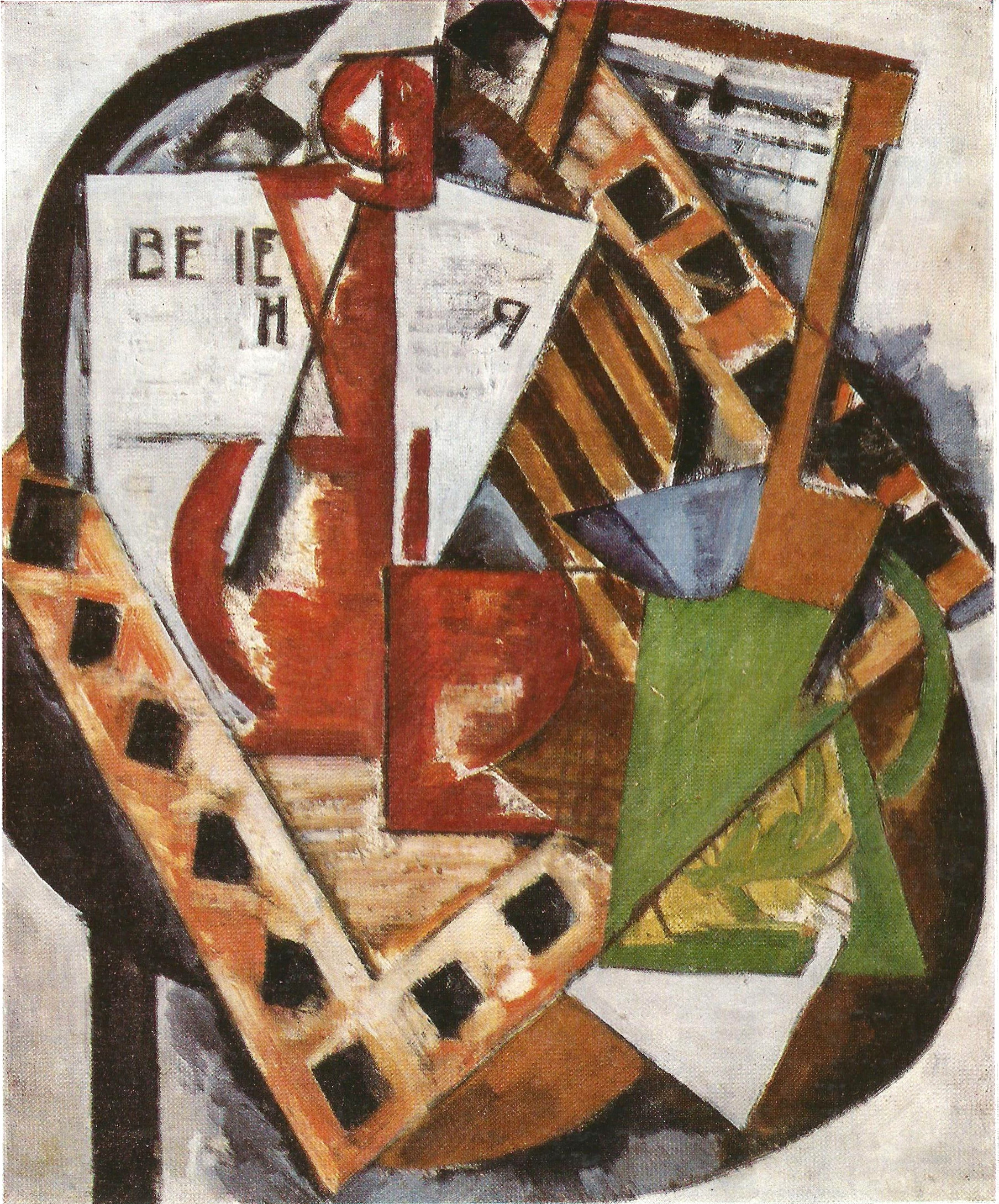
Кубистическая композиция. 1915. Русский музей
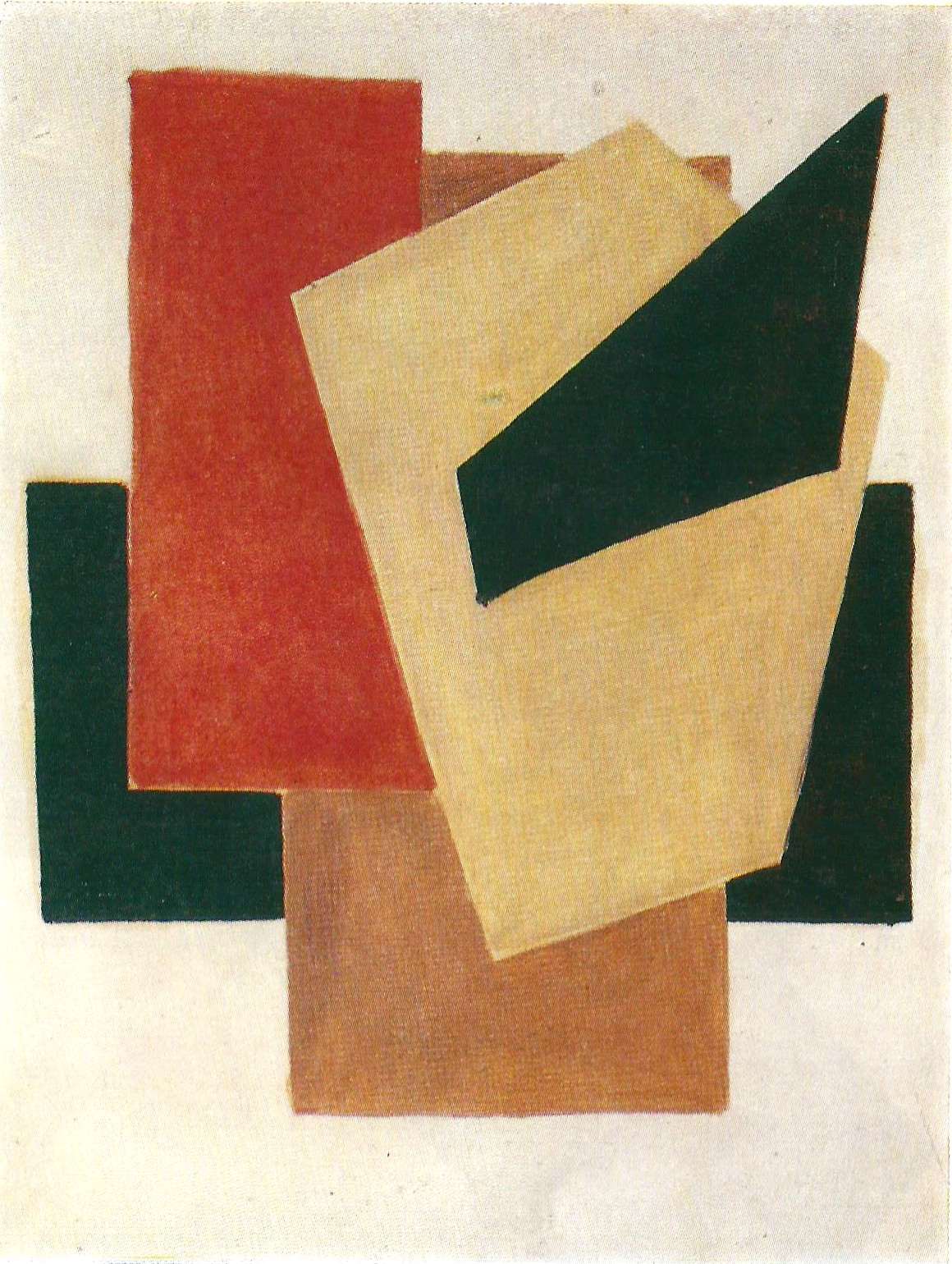
Композиция. 1916. Третьяковская галерея